# Canton de Delme
Le canton de Delme est une ancienne division administrative française qui était située dans le département de la Moselle et la région Lorraine.

## Géographie
Ce canton est organisé autour de Delme dans l'arrondissement de Château-Salins. Son altitude varie de 187 m (Ajoncourt) à 401 m (Puzieux) pour une altitude moyenne de 246 m.

## Histoire
C'est un ancien canton du département de la Meurthe. Il a été annexé dans sa totalité par l'Allemagne en 1871, conformément au traité de Francfort. Il a été intégré au département de la Moselle en 1918.

## Représentation

### Conseillers généraux de 1833 à 2015
| Période          | Période      | Identité                                              | Étiquette          | Qualité                                                                                   |
| ---------------- | ------------ | ----------------------------------------------------- | ------------------ | ----------------------------------------------------------------------------------------- |
| 1833             | 1839         | Anne Louis Tancrède Scitivaux de Greische (1794-1872) |                    | Ancien officier d'état-major Propriétaire à Jallaucourt et à Villers-lès-Nancy            |
| 1839             | 1871         | Edmond du Boys Comte de Riocour                       |                    | Chef d'escadron d'artillerie retraité Maire d' Aulnois-sur-Seille                         |
| 1871             | 1919         | Annexion allemande                                    |                    |                                                                                           |
| 1919             | 1931         | Charles François                                      | URD-URL            | Médecin Maire de Delme (1907-1914 et 1918-1925) Député (1919-1928)                        |
| 1931             | 1940         | Charles Hoffmann                                      | Anticommuniste PSF | Médecin - Maire de Delme                                                                  |
| 1940             | 1944         | Annexion allemande                                    |                    |                                                                                           |
| 1945             | 1949 (décès) | Charles Hoffmann                                      | DVD-RPF            | Médecin - Maire de Delme                                                                  |
| 11 décembre 1949 | 1973         | Pierre Grandidier                                     | DVD-RPF            | Agriculteur Maire de Lesse (1965-1977)                                                    |
| 1973             | 1975 (décès) | Maurice Vautrin                                       | UDR                | Maire de Delme                                                                            |
| 1976             | 1992         | Martial Villemin                                      | UDR puis RPR       | Medecin, maire de Delme Suppléant de Pierre Messmer (1981-1986)                           |
| 1992             | 2015         | Brice Lerond                                          | DVD                | Agriculteur, maire de Malaucourt-sur-Seille (1971-2020) Vice-Président du Conseil Général |

### Conseillers d'arrondissement (de 1833 à 1940)
Le canton de Delme avait deux conseillers d'arrondissement.
| Période                                  | Période | Identité                      | Étiquette | Qualité |
| ---------------------------------------- | ------- | ----------------------------- | --------- | --- |
| 1833                                     | 1836    | Nicolas Bastien               |           | Maire de Delme                                                                                              |
| 1833                                     | 1839    | M. Maillard                   |           | Cultivateur à Aulnois-sur-Seille                                                                            |
| 1836                                     | 1839    | M. Gérard                     |           | Notaire à Dieuze                                                                                            |
| 1839                                     | 1845    | Dominique Peupion (1795-1847) |           | Notaire à Viviers                                                                                           |
| 1845                                     | 1848    | Nicolas Bastien               |           | Maire de Delme                                                                                              |
| 1845                                     | 1848    | Joseph Édouard Blahay         |           | Adjoint au maire de Dieuze                                                                                  |
|                                          |         |                               |           | |
| 1919                                     | 1934    | Jean-Pierre Grandsire         |           | Instituteur, maire de Fonteny                                                                               |
| 1919                                     | 1940    | Jean Bastien                  |           | Agriculteur, propriétaire, maire d'Aulnois-sur-Seille, Président du comice agricole de Château-Salins       |
| 1934                                     | 1940    | Émile Stémart                 |           | Maire de Château-Bréhain                                                                                    |
| 1940                                     |         |                               |           | Les conseils d'arrondissement ont été suspendus par la loi du 12 octobre 1940 et n'ont jamais été réactivés |
| Les données manquantes sont à compléter. |         |                               |           | |

## Composition
Le canton de Delme groupe 35 communes et compte 5 610 habitants (recensement de 2012 sans doubles comptes).
| Communes                 | Population (2012) | Code postal | Code Insee |
| ------------------------ | ----------------- | ----------- | ---------- |
| Ajoncourt                | 86                | 57590       | 57009      |
| Alaincourt-la-Côte       | 136               | 57590       | 57010      |
| Aulnois-sur-Seille       | 240               | 57590       | 57040      |
| Bacourt                  | 120               | 57590       | 57045      |
| Baudrecourt              | 187               | 57580       | 57054      |
| Bréhain                  | 107               | 57340       | 57107      |
| Château-Bréhain          | 78                | 57340       | 57130      |
| Chenois                  | 68                | 57580       | 57138      |
| Chicourt                 | 80                | 57590       | 57141      |
| Craincourt               | 267               | 57590       | 57158      |
| Delme                    | 1 052             | 57590       | 57171      |
| Donjeux                  | 91                | 57590       | 57182      |
| Fonteny                  | 138               | 57590       | 57225      |
| Fossieux                 | 161               | 57590       | 57228      |
| Frémery                  | 64                | 57590       | 57236      |
| Hannocourt               | 22                | 57590       | 57292      |
| Jallaucourt              | 161               | 57590       | 57349      |
| Juville                  | 116               | 57590       | 57354      |
| Laneuveville-en-Saulnois | 271               | 57590       | 57381      |
| Lemoncourt               | 76                | 57590       | 57391      |
| Lesse                    | 196               | 57580       | 57395      |
| Liocourt                 | 147               | 57590       | 57406      |
| Lucy                     | 211               | 57590       | 57424      |
| Malaucourt-sur-Seille    | 145               | 57590       | 57436      |
| Marthille                | 177               | 57340       | 57451      |
| Morville-sur-Nied        | 127               | 57590       | 57486      |
| Oriocourt                | 61                | 57590       | 57525      |
| Oron                     | 110               | 57590       | 57528      |
| Prévocourt               | 108               | 57590       | 57555      |
| Puzieux                  | 180               | 57590       | 57559      |
| Saint-Epvre              | 166               | 57580       | 57609      |
| Tincry                   | 168               | 57590       | 57674      |
| Villers-sur-Nied         | 92                | 57340       | 57719      |
| Viviers                  | 119               | 57590       | 57727      |
| Xocourt                  | 82                | 57590       | 57755      |

## Démographie
| 1962  | 1968  | 1975  | 1982  | 1990  | 1999  | 2012  |
| ----- | ----- | ----- | ----- | ----- | ----- | ----- |
| 4 416 | 4 843 | 4 515 | 4 450 | 4 477 | 4 760 | 5 610 |